# 滝川市
滝川市（たきかわし）は、北海道中部（道央地方）に位置し、空知総合振興局に属する市。また、中空知地域の中心都市である。

## 概要
中空知地域の中心都市として発展している。しかし郊外のロードサイド店が相次いで造られたため、中心市街地の衰退が進んでおり娯楽施設はあまりない。また、NHK朝の連続テレビ小説「チョッちゃん」の舞台として有名になった。近年では石狩川河川敷にグライダー飛行場を建設し、グライダーによる町おこしが行われている。

### 地名の由来
地名の由来は、市内を流れる石狩川の支流・空知川の地名語源であるアイヌ語の「ソ・ラㇷ゚チ・ペッ」（滝が幾重にもかかる川）の意訳による。

## 地理

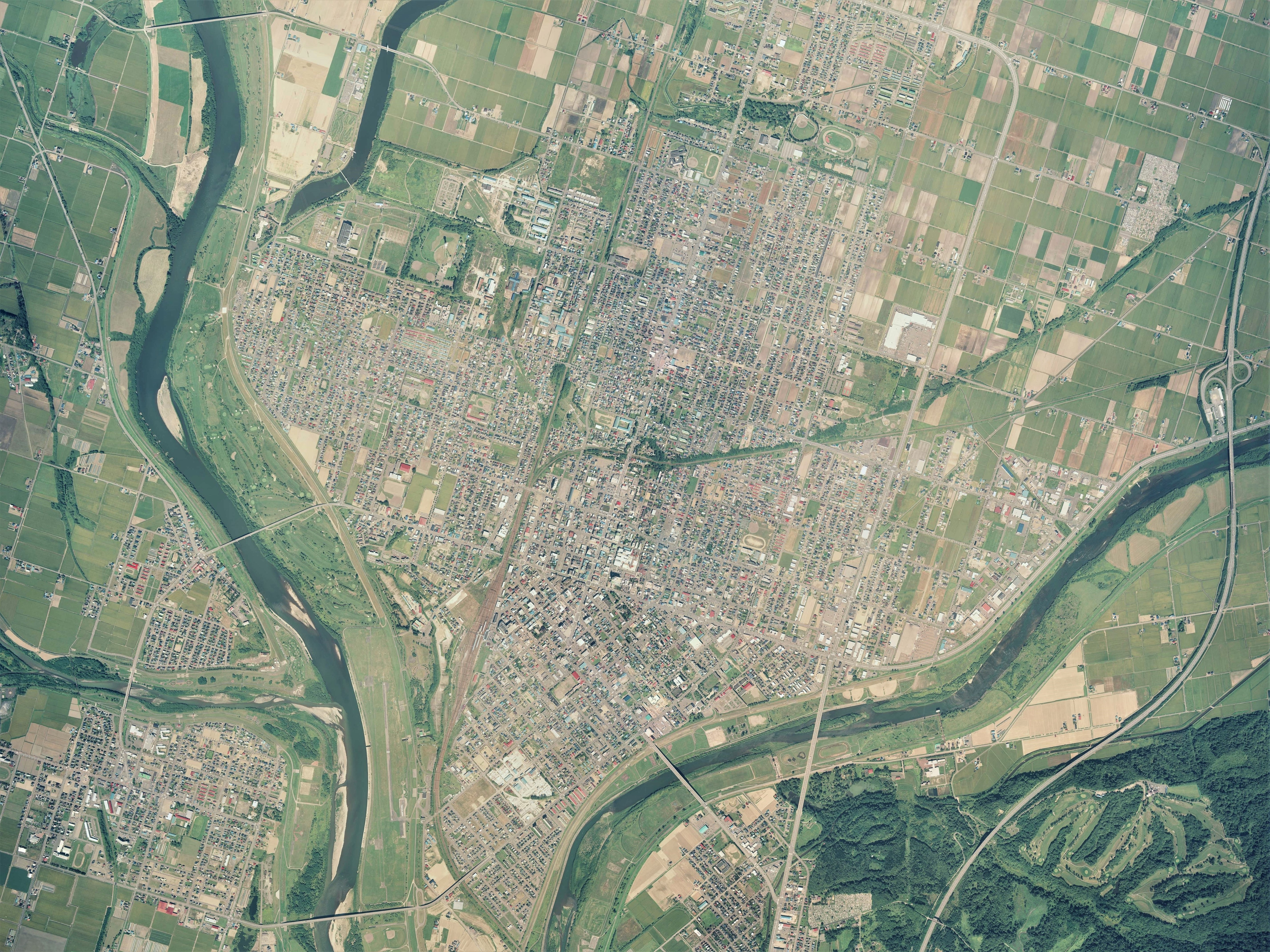
滝川市中心部周辺の空中写真。2009年9月2日撮影の8枚を合成作成。
。

滝川市は、石狩平野の北部（空知平野）に位置する。市の南西から北西にかけて函館本線、市の南西から南東にかけて根室本線が通り、市の南西部にある滝川駅でその2つの路線が交差している。道路は、市の南西から北西にかけて国道12号、市の南西から南東にかけて国道38号、市の南西を国道451号が通っている。また、道央自動車道が市の南東から北東に通っている。東は赤平市、西は樺戸郡新十津川町と雨竜郡雨竜町、南は砂川市、北は深川市と雨竜郡妹背牛町に接している。

### 地形

#### 河川
主な川
- 市の西部に石狩川、南部に空知川が流れ、南西部で合流する。滝川市では大型カイギュウであるHydrodamalis spissus (Furusawa, 1988)の化石が発掘される。また滝川 - 本別動物群の模式地である。

### 気候
| 滝川（1991年 - 2020年）の気候      | 滝川（1991年 - 2020年）の気候 | 滝川（1991年 - 2020年）の気候 | 滝川（1991年 - 2020年）の気候 | 滝川（1991年 - 2020年）の気候 | 滝川（1991年 - 2020年）の気候 | 滝川（1991年 - 2020年）の気候 | 滝川（1991年 - 2020年）の気候 | 滝川（1991年 - 2020年）の気候 | 滝川（1991年 - 2020年）の気候 | 滝川（1991年 - 2020年）の気候 | 滝川（1991年 - 2020年）の気候 | 滝川（1991年 - 2020年）の気候 | 滝川（1991年 - 2020年）の気候 |
| 月                                 | 1月                           | 2月                           | 3月                           | 4月                           | 5月                           | 6月                           | 7月                           | 8月                           | 9月                           | 10月                          | 11月                          | 12月                          | 年                            |
| ---------------------------------- | ----------------------------- | ----------------------------- | ----------------------------- | ----------------------------- | ----------------------------- | ----------------------------- | ----------------------------- | ----------------------------- | ----------------------------- | ----------------------------- | ----------------------------- | ----------------------------- | ----------------------------- |
| 最高気温記録 °C （°F）             | 6.4 (43.5)                    | 10.2 (50.4)                   | 14.8 (58.6)                   | 25.3 (77.5)                   | 32.7 (90.9)                   | 34.1 (93.4)                   | 36.0 (96.8)                   | 35.7 (96.3)                   | 32.1 (89.8)                   | 26.3 (79.3)                   | 20.0 (68)                     | 13.9 (57)                     | 36.0 (96.8)                   |
| 平均最高気温 °C （°F）             | −3.1 (26.4)                   | −1.9 (28.6)                   | 2.4 (36.3)                    | 10.2 (50.4)                   | 17.7 (63.9)                   | 21.9 (71.4)                   | 25.4 (77.7)                   | 26.0 (78.8)                   | 22.0 (71.6)                   | 15.0 (59)                     | 6.6 (43.9)                    | −0.7 (30.7)                   | 11.8 (53.2)                   |
| 日平均気温 °C （°F）               | −6.9 (19.6)                   | −6.1 (21)                     | −1.7 (28.9)                   | 5.0 (41)                      | 11.7 (53.1)                   | 16.2 (61.2)                   | 20.0 (68)                     | 20.7 (69.3)                   | 16.3 (61.3)                   | 9.6 (49.3)                    | 2.6 (36.7)                    | −4.0 (24.8)                   | 7.0 (44.6)                    |
| 平均最低気温 °C （°F）             | −11.7 (10.9)                  | −11.5 (11.3)                  | −6.5 (20.3)                   | −0.1 (31.8)                   | 6.3 (43.3)                    | 11.6 (52.9)                   | 16.1 (61)                     | 16.6 (61.9)                   | 11.5 (52.7)                   | 4.7 (40.5)                    | −1.1 (30)                     | −8.0 (17.6)                   | 2.3 (36.1)                    |
| 最低気温記録 °C （°F）             | −27.2 (−17)                   | −27.0 (−16.6)                 | −23.1 (−9.6)                  | −13.8 (7.2)                   | −2.3 (27.9)                   | 1.4 (34.5)                    | 7.2 (45)                      | 7.7 (45.9)                    | 1.6 (34.9)                    | −3.8 (25.2)                   | −14.7 (5.5)                   | −25.9 (−14.6)                 | −27.2 (−17)                   |
| 降水量 mm （inch）                 | 61.9 (2.437)                  | 53.0 (2.087)                  | 54.1 (2.13)                   | 54.6 (2.15)                   | 74.2 (2.921)                  | 64.4 (2.535)                  | 128.2 (5.047)                 | 153.7 (6.051)                 | 152.3 (5.996)                 | 131.9 (5.193)                 | 132.4 (5.213)                 | 89.0 (3.504)                  | 1,156 (45.512)                |
| 降雪量 cm （inch）                 | 208 (81.9)                    | 168 (66.1)                    | 131 (51.6)                    | 21 (8.3)                      | 0 (0)                         | 0 (0)                         | 0 (0)                         | 0 (0)                         | 0 (0)                         | 2 (0.8)                       | 90 (35.4)                     | 228 (89.8)                    | 844 (332.3)                   |
| 平均降水日数 （≥1.0 mm）           | 17.9                          | 15.7                          | 13.4                          | 11.3                          | 10.9                          | 8.9                           | 10.1                          | 10.8                          | 12.7                          | 15.8                          | 19.3                          | 20.9                          | 168.3                         |
| 平均月間日照時間                   | 75.6                          | 90.2                          | 130.0                         | 165.6                         | 191.4                         | 172.0                         | 163.1                         | 159.6                         | 153.8                         | 128.4                         | 70.4                          | 54.9                          | 1,551.6                       |
| 出典1：Japan Meteorological Agency |                               |                               |                               |                               |                               |                               |                               |                               |                               |                               |                               |                               |                               |
| 出典2：気象庁                      |                               |                               |                               |                               |                               |                               |                               |                               |                               |                               |                               |                               |                               |

### 地域

#### 住宅団地
- 道営住宅見晴団地
- 道営住宅滝の川団地
- 道営住宅啓南団地

### 人口
| |                                        |  |
| 滝川市と全国の年齢別人口分布（2005年） | 滝川市の年齢・男女別人口分布（2005年） |  |
| ■紫色 ― 滝川市 ■緑色 ― 日本全国 | ■青色 ― 男性 ■赤色 ― 女性              |  |
| 滝川市（に相当する地域）の人口の推移 \| 1970年（昭和45年） \| 50,848人 \| \| \| 1975年（昭和50年） \| 50,090人 \| \| \| 1980年（昭和55年） \| 51,192人 \| \| \| 1985年（昭和60年） \| 52,004人 \| \| \| 1990年（平成2年） \| 49,591人 \| \| \| 1995年（平成7年） \| 48,425人 \| \| \| 2000年（平成12年） \| 46,861人 \| \| \| 2005年（平成17年） \| 45,562人 \| \| \| 2010年（平成22年） \| 43,179人 \| \| \| 2015年（平成27年） \| 41,192人 \| \| \| 2020年（令和2年） \| 39,490人 \| \| |                                        |  |
| 総務省統計局 国勢調査より |                                        |  |
| 1970年（昭和45年） | 50,848人                               |  |
| 1975年（昭和50年） | 50,090人                               |  |
| 1980年（昭和55年） | 51,192人                               |  |
| 1985年（昭和60年） | 52,004人                               |  |
| 1990年（平成2年） | 49,591人                               |  |
| 1995年（平成7年） | 48,425人                               |  |
| 2000年（平成12年） | 46,861人                               |  |
| 2005年（平成17年） | 45,562人                               |  |
| 2010年（平成22年） | 43,179人                               |  |
| 2015年（平成27年） | 41,192人                               |  |
| 2020年（令和2年） | 39,490人                               |  |

### 隣接する自治体
空知総合振興局
- 砂川市
- 赤平市
- 深川市
- 樺戸郡新十津川町
- 雨竜郡妹背牛町
- 雨竜郡雨竜町

## 歴史

### 沿革
- 1890年（明治23年） - 滝川村戸長役場が設置される。二級町村奈江村（現在の砂川市）分離
- 1890年（明治23年）3月1日 - 現在の市章となる村章を制定する[2]。
- 1899年（明治32年） - 音江村戸長役場（現在の深川市音江）分立
- 1906年（明治39年） - 二級村制施行「滝川村」
- 1909年（明治42年） - 一級村制施行、江部乙村（現在の滝川市江部乙）分立
- 1910年（明治43年） - 町制施行「滝川町」
- 1921年（大正10年） - えべおつ温泉の開湯。
- 1947年（昭和22年） - 滝川町初の民選町長として、神部俊郎が当選。
- 1952年（昭和27年） - 5月5日　江部乙村、町制施行し江部乙町となる。
- 1954年（昭和29年） - 昭和天皇、香淳皇后のお召し列車が滝川駅に停車。駅前奉迎が行われた[3]。
- 1958年（昭和33年） - 7月1日 滝川町、市制施行し「滝川市」となる。
- 1959年（昭和34年） - 新市長に佐久間貞江が当選。
- 1971年（昭和46年）4月1日 - 江部乙町と合併し、新市制による滝川市となる。
- 1971年（昭和46年）- 新市長に吉岡清栄が就任。
- 1988年（昭和63年）10月8日 - 道央自動車道滝川IC開通。
- 1991年（平成3年） - 市長に林芳男が就任。
- 1995年（平成7年） - 国道12号滝川バイパス全線供用。
- 1999年（平成11年）8月27日 - 道の駅たきかわオープン。
- 2003年（平成15年）-  市長に田村弘が就任。
- 2011年（平成23年） - 市長に前田康吉が就任。
- 2022年（令和4年）6月7日 - 市内に初めてヒグマ注意報が発令。同制度は当年度より北海道庁が始めたもので、同年7月6日に解除[4]。

## 政治

### 行政

#### 市長
- 市長：前田康吉（2011年4月27日就任、4期目）

#### 紋章
市旗
- 地色は群青色、紋章は金色である[5]。

市章
- 滝川市の「川」の字を図案化したものを滝川村制時代の1890年3月1日に制定し、滝川町制・滝川市制時にも採用した[2][6][7]。

### 議会

#### 市議会
- 議会：定数16[8]

## 国家機関

### 官公庁
- 財務省札幌国税局滝川税務署
- 法務省札幌法務局滝川支局
- 札幌地方検察庁滝川支部
  - 滝川区検察庁
- 農林水産省北海道農政事務所
  - 地域第11課（滝川庁舎）
  - 滝川統計・情報センター
- 厚生労働省北海道労働局
  - 滝川労働基準監督署
  - 滝川公共職業安定所（ハローワーク滝川）
- 国土交通省北海道開発局札幌開発建設部滝川道路事務所
- 防衛省陸上自衛隊滝川駐屯地

## 施設

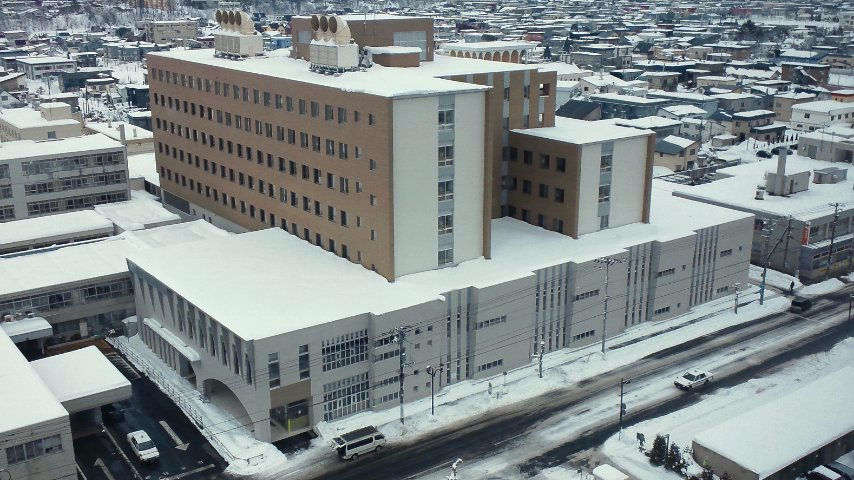
滝川市立病院

### 警察
警察署
- 北海道札幌方面滝川警察署
  - 駅前交番、明神交番、黄金町交番
  - 泉町駐在所、江部乙駐在所、北滝の川駐在所、東滝川駐在所

### 消防
本部
- 滝川地区広域消防事務組合消防本部

消防署
- 滝川地区広域消防事務組合滝川消防署
  - 江竜支署
  - 新十津川支署
- 芦別消防署
- 赤平消防署

### 医療
主な病院
- 滝川市立病院

### 郵便局
主な郵便局
- 滝川郵便局（集配局）
- 江部乙郵便局

## 対外関係

### 姉妹都市･提携都市

#### 海外
- スプリングフィールド（アメリカ合衆国 マサチューセッツ州）
1993年（平成5年）8月7日 - 姉妹都市提携

#### 国内
姉妹都市
- 栃木市（関東地方 栃木県） - 1982年4月15日提携。滝川市の大学誘致活動において國學院大學栃木学園を複数回訪問し國學院大學北海道短期大学部の発足に至った縁で提携[9]。
- 名護市（南西諸島 沖縄県） - 1990年7月1日提携。1974年から両市の青年会議所による児童交換派遣事業を展開し青年会議所会員等他の交流などにも発展したことから1990年の滝川市開基100周年と名護市制20周年を記念し提携[10]。

## 経済

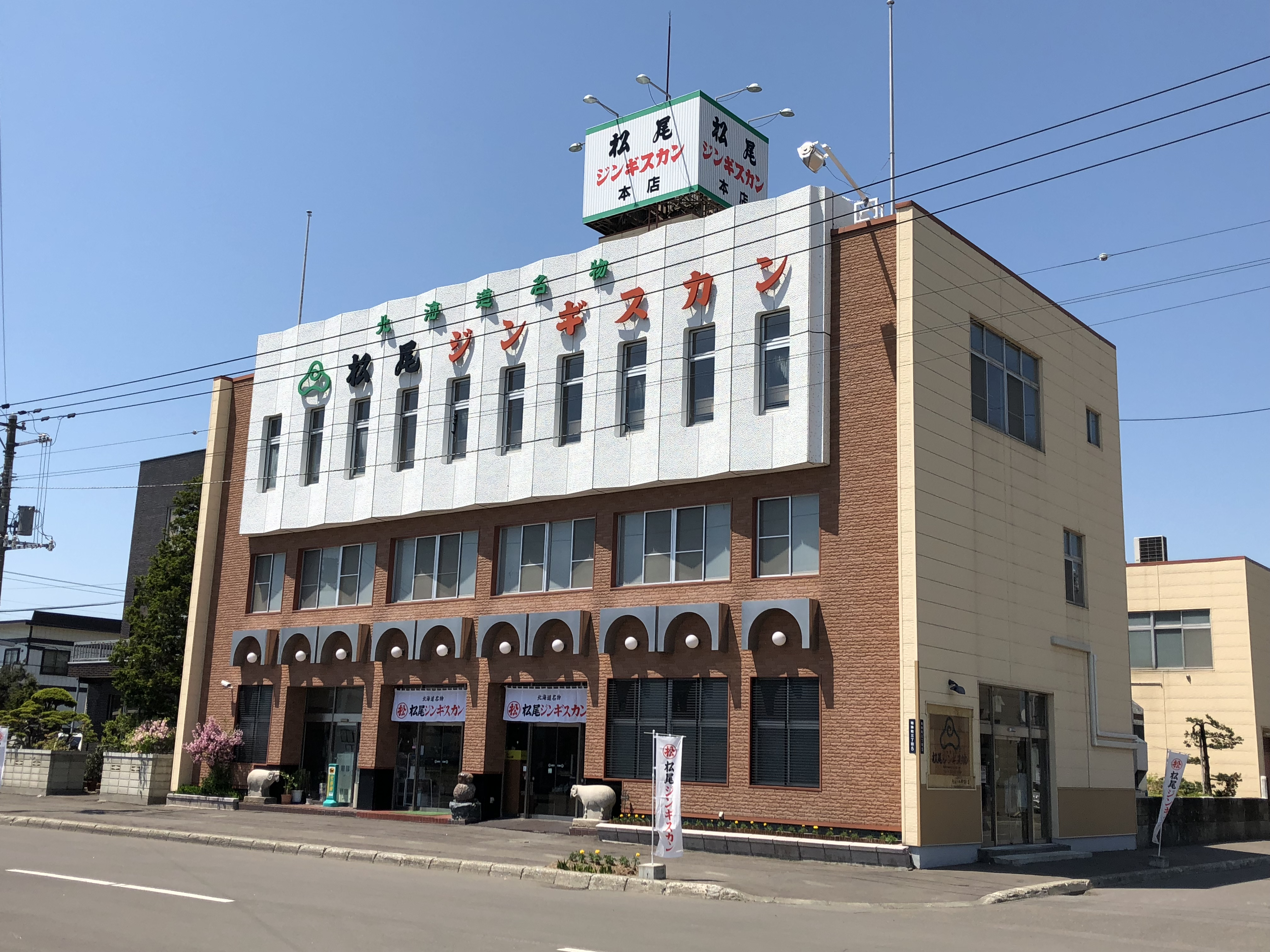
松尾ジンギスカン本店

農業・工業・商業がバランスよく発展している。

### 第一次産業
農業ではりんご、たまねぎ、合鴨、味付けジンギスカン、小麦（ハルユタカ）、そばなどが名産。特に味付けジンギスカンは松尾ジンギスカンを代表として、道民に共通したソウルフードとしての地位を持つ。そのため、滝川市内の飲食店ではジンギスカン丼を取り扱っている店が多い。また、ハルユタカを使用したラーメン、うどん、パスタ、パンなどを利用し地産地消に取り組む飲食店もある。そばは全国3、4位を競う生産量を誇る。全国有数の作付面積をもつ菜の花畑は、農産物としてだけでなく北海道の新たな観光名所として注目を浴びている。

#### 農協
- たきかわ農業協同組合（JAたきかわ）（2008年8月現在）
  - 所在地 〒073-0021 北海道滝川市本町4丁目1-31
  - 設立
    - 1998年2月 滝川市・江部乙町・赤平市農協の3JAとの合併により発足
    - 2001年2月 芦別市農協と合併

  - 業務地区 : 滝川市・赤平市・芦別市
  - 組合員数 5,948人（正組合員：1,326人　准組合員：4,622人）
  - 自己資本額 3,368,471千円（うち出資金1,828,518千円）
- 北海道農業共済組合（NOSAI北海道）
  - 中空知支所、中空知家畜診療所

### 第二次産業
中空知最大の都市であり、地元企業としては、サークル鉄工や後述の松尾ジンギスカンは滝川市に本社を置く。

### 第三次産業

#### 商業
商業面においては、周辺自治体の多くが滝川市の商圏に属している事から、マックスバリュ滝川店やケーズデンキ滝川店 By Denkodo ヤマダデンキテックランド滝川店などの大型店舗の進出も多い。一方で、それらの大型店の多くが出店地に郊外を選んだため、近年は中心市街地の空洞化が目立ち始めている。
過去には西友（のちのスマイルビル）、ダイエー（現在はイオンとして存在）、ブルーハウス（現在はベスト電器として存在）もあった。
商業では、先述のように多くの自治体が滝川市の商圏に属し、商圏人口の6割以上を周辺自治体が占めている。
滝川商圏
- 1次商圏（滝川市での購買率56％以上）：滝川市・赤平市・新十津川町・雨竜町・浦臼町
- 2次商圏（同・購買率30％以上56％未満）：砂川市・芦別市・歌志内市・奈井江町・上砂川町
- 3次商圏（同・購買率5％以上30％未満）：（なし）

#### 物流
- ヤマト運輸：道北主管支店滝川センター
- 佐川急便：滝川営業所
- 日本通運：滝川支店

### 金融機関

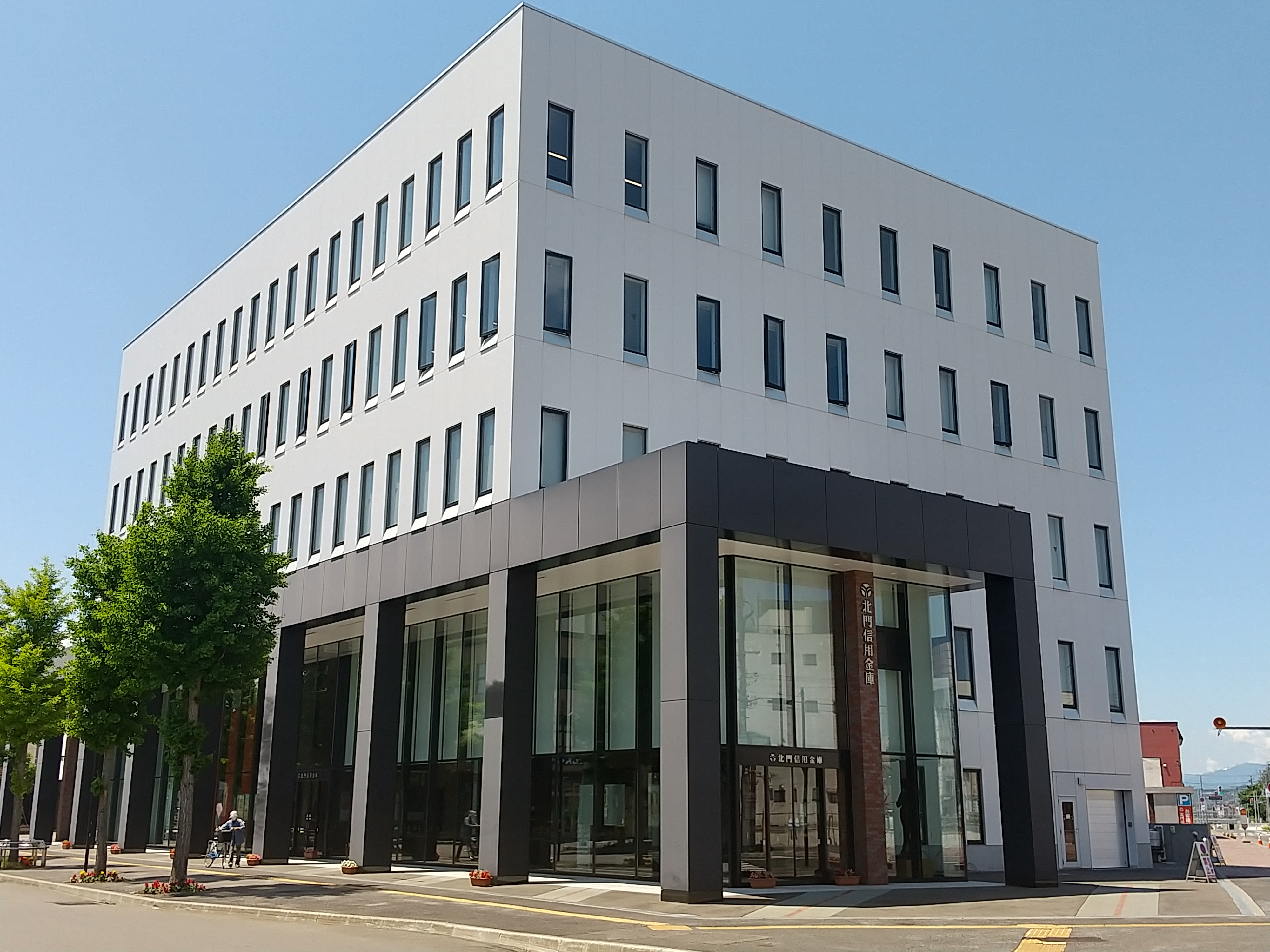
北門信用金庫本店

銀行
- 北洋銀行：滝川支店
- 北海道銀行：滝川支店

信用金庫
- 北門信用金庫：本店・江部乙支店 ほか
- 北空知信用金庫：滝川支店

信用組合
- 空知商工信用組合：滝川支店

労働金庫
- 北海道労働金庫滝川支店

## 情報･通信

### マスメディア

#### 新聞社
- 空知新聞社（プレス空知）
- 北海道新聞社滝川支局
- 読売新聞北海道支社滝川通信部（空知新聞社内に入居）

#### 放送局
テレビ
- NHK札幌放送局滝川支局

ラジオ
- エフエムなかそらち（FM G'Sky）

## 教育

### 短期大学
- 國學院大學北海道短期大学部

### 高等学校
道立
- 北海道滝川高等学校（道立）
- 北海道滝川工業高等学校（道立）

市立
- 北海道滝川西高等学校（市立）

### 専修学校
市立
- 滝川市立高等看護学院

### 中学校
市立
- 滝川市立江陵中学校
- 滝川市立明苑中学校
- 滝川市立開西中学校

### 小学校
市立
- 滝川市立滝川第一小学校
- 滝川市立滝川第二小学校
- 滝川市立滝川第三小学校
- 滝川市立西小学校
- 滝川市立東小学校
- 滝川市立江部乙小学校

## 交通

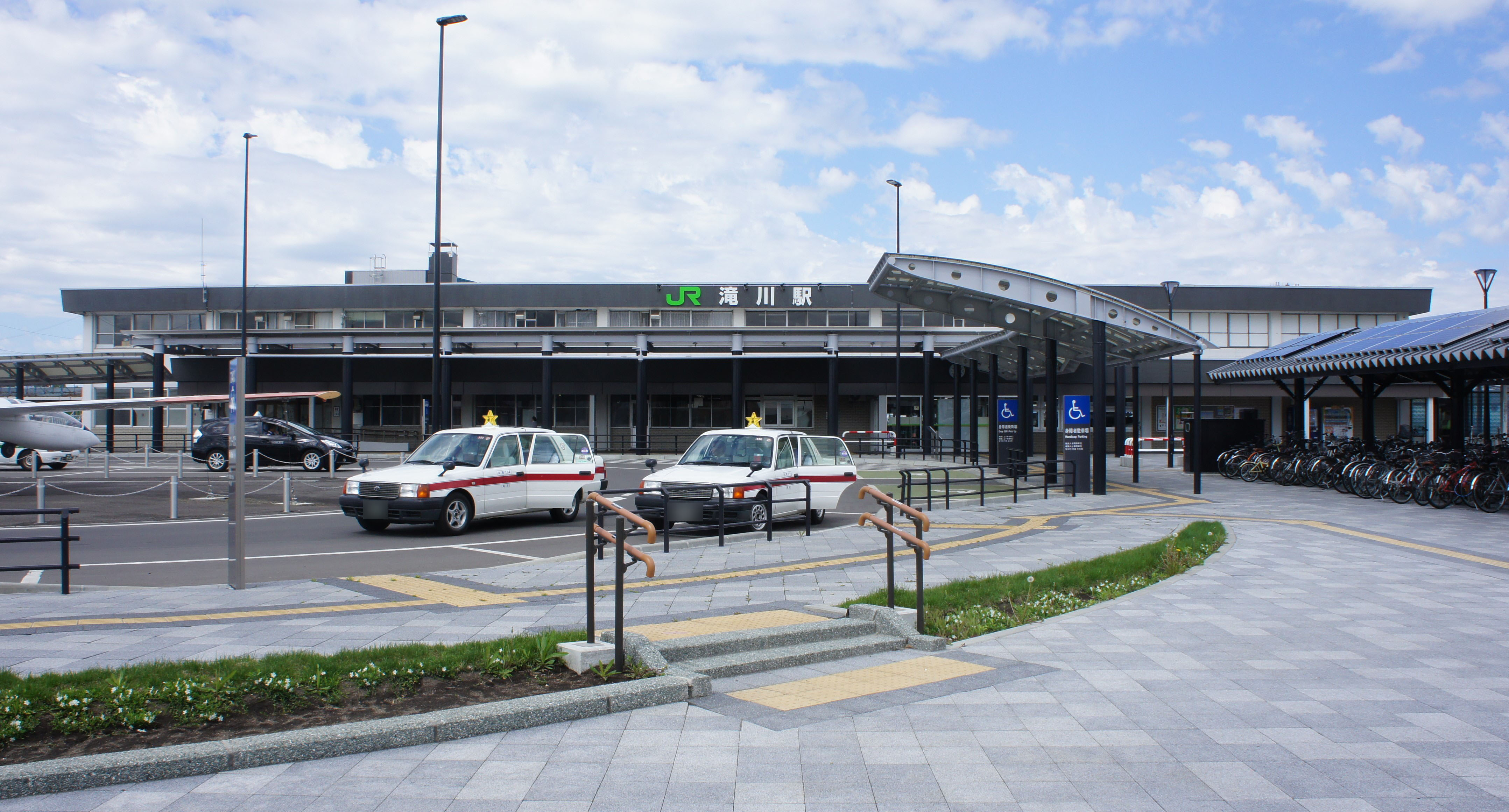
滝川駅

### 鉄道
- 北海道旅客鉄道（JR北海道）
  - 函館本線：滝川駅 - 江部乙駅
  - 根室本線：滝川駅
    - かつては東滝川駅（滝駅 - 赤平駅間）、2025年3月15日ダイヤ改正にあわせ廃止された[11]。

滝川駅は、滝川を経由する臨時・季節・定期列車の特急が全て停車する。

### バス

#### 路線バス
- 北海道中央バス（滝川営業所） - 市内・近郊路線、都市間バス
- 空知中央バス - 近郊路線
- 新十津川町 - 徳富地区方面
- 石狩市 - 浜益方面
- 滝川市内線(東町先廻り) - 滝川市が主体となり、空知中央バスが受託運行。空知中央バスが運行していた路線の後継。

### タクシー
- 滝川圏エリア

タクシー会社
- 三和ハイヤー
- ふじ観光
- 北星三星交通

### 道路

#### 高速道路
- 道央自動車道：滝川インターチェンジ

#### 国道
- 国道12号
- 国道38号
- 国道451号

#### 道道
- 北海道道203号滝川停車場線
- 北海道道227号赤平滝川線
- 北海道道279号江部乙雨竜線
- 北海道道323号江部乙停車場線
- 北海道道564号江部乙赤平線
- 北海道道776号北滝の川東滝川停車場線

#### 道の駅
- たきかわ

## 観光

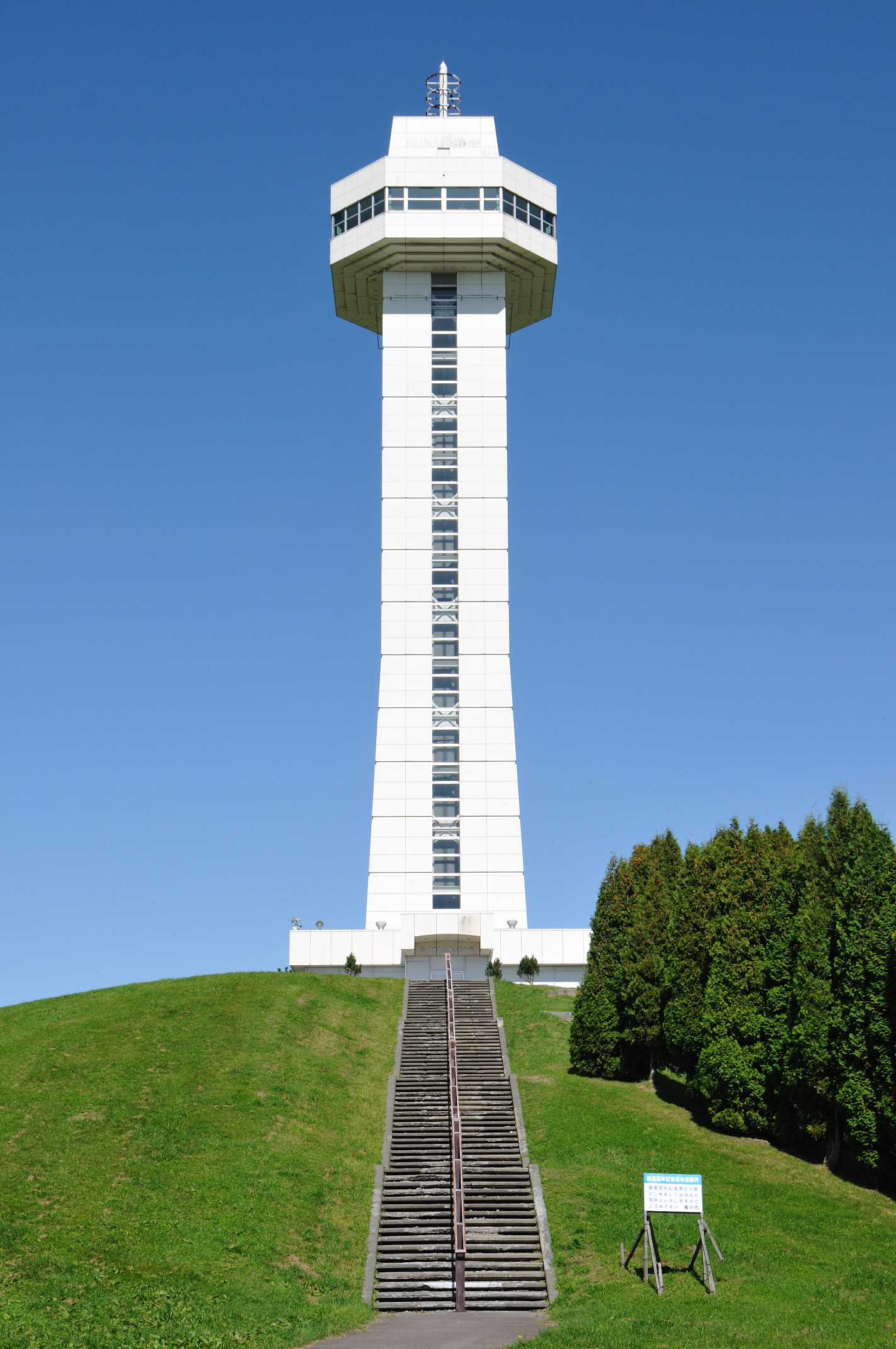
滝川市開基百年記念塔

### 文化財
- タキカワカイギュウ化石標本 - 道指定天然記念物、滝川市美術自然史館
- 屯田兵屋 - 市の文化財
- 華月館 - 市の文化財、旧三浦屋、旧滝川ホテル三浦華園
- 牧羊用石造サイロ - 市の文化財
- 屯田兵第二大隊第三中隊文書 - 市の文化財、滝川市郷土館
- 高畑利宜資料 - 市の文化財、滝川市郷土館

### 天然記念物
- タキカワカイギュウ
  - 1980年（昭和55年）8月に空知川にて化石が発見された。ジュゴン・マナティなどの海牛類の祖先と枝分かれする進化の過程で重要な位置にいることがわかり、北海道の天然記念物に指定された。化石は滝川市美術自然史館に展示されている。
- 人造石油
  - 戦前の国策によりエネルギー対策のため北海道人造石油株式会社が滝川市に設立。近隣の炭鉱から採掘された石炭を液化する人造石油の研究施設・精製が行われ、地元民は「人石」と称して呼んでいた。現在その跡地には陸上自衛隊滝川駐屯地や北海道電力滝川テクニカルセンター（旧滝川発電所）が存在する。

### 温泉
- 江部乙温泉
- 滝川ふれ愛の里

## 文化･名物

### 祭事･催事
- あんどん滝川しぶき祭
  - 青森ねぶたに似たあんどんの山車数十台が「ソーラッチャ、ヨイヤ、ヨイヤ」にあわせ練り歩く祭り。タキカワカイギュウ発見を機に始まった。2004年（平成16年）をもって終了。終了原因は当時屋台を出していた暴力団の抗争があり発砲殺人事件にまで発展した事が契機とされている。
- たきかわ菜の花まつり
- 北海道義士祭
  - 赤穂四十七士が吉良邸に討ち入りをした12月14日を記念して、義士に扮装した市民たちが市内をパレードする。北海道と赤穂浪士/忠臣蔵、一見関係のなさそうな間柄だが、実は、1956年（昭和31年）に、東京の泉岳寺に眠る赤穂四十七士の分霊を受けて、砂川市空知太の北泉岳寺に墓を建立している。空知太は空知川を挟んだ滝川・砂川両市に檀家があるため、12月14日には交互に当祭が開催されている。

### 名産･特産
- モンモオ（菓子）
- 滝川旅情（菓子）
- 松尾ジンギスカン（ジンギスカン）

### 団体
ローカルアイドル
- Ta-Colors

## 出身･関連著名人

### 出身著名人
- 雨宮処凛（作家）
- 荒木知佳（女優）
- 有田謙二（チェスプレーヤー）
- 岩崎まさみ（人類学者）
- 五十嵐威暢（グラフィックデザイナー・プロダクトデザイナー・彫刻家）
- B×Bハルク (プロレスラー)
- 一木万寿三（洋画家）
- 稲垣成弥（俳優）
- 岩橋英遠（日本画家）
- 上村和裕（元プロ野球選手）
- 大政絢（女優、モデル）
- 神部俊郎（滝川市初代市長）
- 木津川昭夫（詩人）
- 黒柳朝（黒柳徹子の母親、NHK朝ドラ「チョっちゃん」の主人公）
- 慶伊富長（化学者）
- 古賀浩靖（政治活動家、宗教家）
- 小林麻理（会計学者、早稲田大学政治経済学術院教授、元会計検査院長[12]
- 坂上孝幸（工学者）
- 佐木伸誘（歌手）1988年ソロデビュー → Birthday Suit 1993年〜 → Lab-Siva 2000年〜
- ジャガーズ（芸人）
- 春風亭鯉枝（落語家）
- 少覚一（ミュージシャン：SUPER BELL"Z（スーパーベルズ））
- 菅原公一（元カネカ社長）
- 空知英秋（漫画家）
- 鈴木秀次（物理学者）
- 高野敏行（哲学者）
- 蔦井政信（実業家）
- 津留崎直紀（チェリスト、作曲家）
- 鳥海尽三（脚本家、小説家）
- 中山茂（実業家、中山組社長）
- のしろや秀樹（ライター）
- 比佐芳武（脚本家）
- 藤本美貴（タレント、元モーニング娘。）
- 明円卓　(CMプランナー、クリエイティブディレクター)
- もじゃ吉田　(ピン芸人、喜劇俳優)
- 森次晃嗣（俳優）

### ゆかりの人物
- 松尾政治（松尾ジンギスカンの創始者）

## 滝川市を舞台とした作品
テレビドラマ
- チョッちゃん
- ノースポイント
- HTBスペシャルドラマ「そらぷち」 - 丸加高原「そらぷちキッズキャンプ」で撮影。

映画
- 友情 Friendship - 滝川市立病院や丸加高原でロケを実施[13]。
- 学校II

漫画
- 中空知防衛軍 - 「T市」として登場。

## 関連文献
- 滝川町史編纂委員会『滝川町史』滝川町、1940年。NDLJP:1048461。